# 2023–2024-es szaúd-arábiai labdarúgó-bajnokság (első osztály)
A 2023–2024-es szaúd-arábiai labdarúgó-bajnokság (hivatalos nevén: Roshn Saudi League) a szaúd-arábiai bajnokság 48. szezonja.
A címvédő az el-Áttihád, a 9. címüket nyerték el az előző szezonban. A feljutó csapatok az el-Áhlí, az el-Hazem, az el-Ohdúd és az er-Rijád voltak.

## Áttekintés
A 2023–2024-es az első szezon, amiben 18 csapat indul, így az előző évadban csak két csapat esett ki és négy jutott fel.
2023 júniusában a szaúdi állam tulajdonában lévő Public Investment Fund felvásárolta az el-Áhlí, az el-Hilál, az el-Áttihád és az en-Naszr csapatok 75%-át, a Vision 2030 projekt részeként.

## Csapatok

### Csapatváltozások
| Feljutott az első osztályba | Kiesett a másodosztályba |
| --------------------------- | ------------------------ |
| el-Áhlí                     | el-Adálah                |
| el-Hazem                    | el-Bátin                 |
| el-Ohdúd                    |                          |
| er-Rijád                    |                          |

### Stadionok és adatok
| Csapat     | Város         | Befogadóképesség |
| ---------- | ------------- | ---------------- |
| Abhá       | Abhá          | 20 000           |
| el-Áhlí    | Dzsidda       | 62 345           |
| el-Áttifák | Dammám        | 35 000           |
| el-Áttihád | Dzsidda       | 62 345           |
| Damak      | Hamísz Musaít | 20 000           |
| el-Fajhá   | el-Madzsmaha  | 7 000            |
| el-Fateh   | al-Ahszá      | 26 000           |
| el-Halídzs | Szaíhát       | 35 000           |
| el-Hazem   | er-Rasz       | 8 000            |
| el-Hilál   | Rijád         | 68 752           |
| en-Naszr   | Rijád         | 25 000           |
| el-Ohdúd   | Nadzsrán      | 12 000           |
| er-Ráíd    | Burajdah      | 25 000           |
| er-Rijád   | Rijád         | 15 000           |
| es-Sabáb   | Rijád         | 22 500           |
| et-Tájí    | Háíl          | 12 000           |
| et-Távun   | Buraidah      | 25 000           |
| el-Vahda   | Mekka         | 38 000           |

### Áttekintés
| Csapat     | Vezetőedző          | Csapatkapitány       | Mezgyártó       | Szponzorok                                                                                |
| ---------- | ------------------- | -------------------- | --------------- | ----------------------------------------------------------------------------------------- |
| Abhá       | Czesław Michniewicz | Abd-Álah ez-Zúrí     | Offside         | Hayat National Hospital, Tameeni, Yelo, Mezaj Maghribi1                                   |
| el-Áhlí    | Matthias Jaissle    | Jászir el-Moszaílím  | Adidas          | Saudia, MG Cars, Almsakin Palace, Boga Super Foods2, Saudi German Hospital2               |
| el-Áttifák | Steven Gerrard      | Mohamed el-Kúvajkibí | Offside         | Alomar Furniture, Kammelna, Sky Ways, Tameeni, Saudi German Hospital1, Shgardi2, Tarmeem3 |
| el-Áttihád | Nuno Espírito Santo | Marcelo Grohe        | Nike            | Darco, SAL, Emkan1, Tameeni2, Yelo2, Oud Al-Amoudi3                                       |
| Damák      | Cosmin Contra       | Fárúk Sáfaí          | Skillano        | Bin Thaliba1, Mustasharak Hospital1, Qaid2, Lateen2                                       |
| el-Fajhá   | Vuk Rašović         | Számí el-Haíbarí     | Offside         | Al-Romaih Investment, Tameeni, Afaq Al Arabya1                                            |
| el-Fateh   | Slaven Bilić        | Mohamed el-Fuhaíd    | Offside         | Al-Jabr Finance, Fuschia, Tameeni, Al Kifah Holding1, Almoosa Hospital1                   |
| el-Halídzs | Pedro Emanuel       | Abduláh el-Harbí     | Laser           | Tameeni, Yelo, Locate1                                                                    |
| el-Hazem   | Filipe Gouveia      |                      | Gabyfox         |                                                                                           |
| el-Hilál   | Jorge Jesus         | Szalmán al-Farádzs   | Puma            | Savvy, Jahez, Riyad Bank1, Seven1, Floward2, Sanabil Investments2                         |
| en-Naszr   | Luís Castro         | Cristiano Ronaldo    | Nike            | KAFD, AROYA Cruises, Harrys Pizza2                                                        |
| el-Ohdúd   | Jorge Mendonça      | Huszeín ez-Zabdání   | Offside         |                                                                                           |
| er-Ráíd    | Igor Jovićević      | Szultán el-Farhán    | Challenge       | Alomar Furniture, Azom, Alsaif Gallery1, Shawarma King1, Tahaluf Capital1, B-Care2, Qaid2 |
| er-Rijád   | Yannick Ferrera     | Abd-Álah el-Haíbarí  | Zeus            |                                                                                           |
| es-Sabáb   | Marcel Keizer       | Éver Banega          | Offside         | Almozaini, Half Million, Mekyal1, Azom2, Bandar Real Estate2                              |
| et-Tájí    | Krešimir Režić      | Abdálazíz el-Harábi  | RightAway Sport | Mashar, Tameeni, Abar1, Qaid2                                                             |
| et-Távun   | Péricles Chamusca   |                      | Skillano        | Mu4hela Cafe, Tameeni, Alnadeg1, Hayat National Hospital1, Alsaif Gallery2                |
| el-Vahda   | Jórgosz Dónisz      | Valíd Báhsvín        | Erreà           | FG Sports, Tameeni, Yelo, Al Tazaj1, Vveyon1, Qaid2                                       |

- 1 Háton.
- 2 Jobb kar.
- 3 A nadrágon.

### Edzőváltások
| Csapat     | Tábozó                         | Indok                    | Távozás dátuma  | Klub helyezése | Érkező              | Kinevezés dátuma |
| ---------- | ------------------------------ | ------------------------ | --------------- | -------------- | ------------------- | ---------------- |
| el-Áttifák | Antonio Cazorla (megbízott)    | Megbízott kinevezés vége | 2023. június 1. | Szezon előtt   | Steven Gerrard      | 2023. július 3.  |
| el-Hilál   | Emiliano Díaz (megbízott)      | Megbízott kinevezés vége | 2023. június 1. | Szezon előtt   | Jorge Jesus         | 2023. július 1.  |
| en-Naszr   | Dinko Jeličić (megbízott)      | Megbízott kinevezés vége | 2023. június 1. | Szezon előtt   | Luís Castro         | 2023. július 6.  |
| et-Tájí    | José Pedro Barreto (megbízott) | Megbízott kinevezés vége | 2023. június 1. | Szezon előtt   | Krešimir Režić      | 2023. június 1.  |
| Abhá       | Roel Coumans                   | Szerződés lejárta        | 2023. június 1. | Szezon előtt   | Czesław Michniewicz | 2023. június 12. |
| el-Áhlí    | Pitso Mosimane                 | Szerződés lejárta        | 2023. június 1. | Szezon előtt   | Matthias Jaissle    | 2023. július 28. |
| el-Fateh   | Jórgosz Dónisz                 | Szerződés lejárta        | 2023. június 1. | Szezon előtt   | Slaven Bilić        | 2023. július 8.  |
| er-Ráíd    | Marius Șumudică                | Szerződés lejárta        | 2023. június 1. | Szezon előtt   | Igor Jovićević      | 2023. július 9.  |
| er-Rijád   | Damir Burić                    | Szerződés lejárta        | 2023. június 1. | Szezon előtt   | Yannick Ferrera     | 2023. június 6.  |
| es-Sabáb   | Vicente Moreno                 | Szerződés lejárta        | 2023. június 1. | Szezon előtt   | Marcel Keizer       | 2023. július 27. |
| el-Vahda   | José Luis Sierra               | Szerződés lejárta        | 2023. június 1. | Szezon előtt   | Jórgosz Dónisz      | 2023. július 11. |

## Külföldi játékosok
Minden csapat nyolc külföldi játékost regisztrálhat évente a bajnokságban.
| Csapat     | 1. játékos         | 2. játékos        | 3. játékos          | 4. játékos              | 5. játékos          | 6. játékos             | 7. játékos         | 8. játékos          | Nem regisztrált                           |
| ---------- | ------------------ | ----------------- | ------------------- | ----------------------- | ------------------- | ---------------------- | ------------------ | ------------------- | ----------------------------------------- |
| Abhá       | Szad Bkír          | Uroš Matić        | Devis Epassy        | Szad Nádzsí             | Grzegorz Krychowiak | François Kamano        | Ciprian Tătărușanu | Fabián Noguera      | Tajíb Mezíání Dries Saddiki               |
| el-Áhlí    | Ezgjan Alioszki    | Édouard Mendy     | Roberto Firmino     | Rijad Mahrez            | Allan Saint-Maximin | Franck Kessié          | Roger Ibañez       | Merih Demiral       | Ríád Búdebúz                              |
| el-Áttifák | Robin Quaison      | Paulo Victor      | Berat Özdemir       | Marcel Tisserand        | Vitinho             | Moussa Dembélé         | Jack Hendry        | Jordan Henderson    | Darko Velkovski                           |
| el-Áttihád | Romarinho          | Marcelo Grohe     | Igor Coronado       | Abdálrazák Hamdállah    | Karim Benzema       | N’Golo Kanté           | Jota               | Fabinho             | Ahmed Hedzsází Tárek Hámed                |
| Damak      | Fárúk Sáfaí        | Musztáfa Zegba    | Domagoj Antolić     | Abd-Álkader Bedrán      | Adam Maher          | Georges-Kévin N’Koudou | Assan Ceesay       |                     |                                           |
| el-Fajhá   | Vladimir Stojković | Ricardo Ryller    | Víctor Ruiz         | Anthony Nwakaeme        | Milan Pavkov        | Gojko Cimirot          | Fashion Sakala     | Henry Onyekuru      |                                           |
| el-Fateh   | Szofján bin Debka  | Múrád Bátná       | Petros              | Jacob Rinne             | Fran Vélez          | Cristian Tello         | Jason Denayer      | Lucas Zelarayán     | Marván Szadán                             |
| el-Halídzs | Fábio Martins      | Pedro Amaral      | Pedro Rebocho       | Ivo Rodrigues           | Lisandro López      | Csong Ujong            | Ibrahim Šehić      | Mohamed Seríf       |                                           |
| el-Hazem   | Paulo Ricardo      | Hassan Traoré     | Aímín Dahmán        | Tozé                    | Fáíz Szelímání      | Vina                   | Bruno Viana        |                     |                                           |
| el-Hilál   | Michael            | Rúben Neves       | Kalidou Koulibaly   | Sergej Milinković-Savić | Malcom              | Neymar                 | Jászín Búnú        | Aleksandar Mitrović | Csang Hjonszu                             |
| en-Naszr   | Talisca            | Cristiano Ronaldo | Marcelo Brozović    | Seko Fofana             | Alex Telles         | Sadio Mané             | Otávio             | Aymeric Laporte     | Pity Martinez David Ospina Ghislain Konan |
| el-Ohdúd   | Sebastián Pedroza  | Paulo Vítor       | Solomon Kvirkvelia  | Andrei Burcă            | Ahmed Mosztafa      | Álex Collado           | Florin Tănase      |                     |                                           |
| er-Ráíd    | Mohamed Fúzír      | Karím el-Berkáúí  | Júlio Tavares       | Amír Szajúd             | André Moreira       | Mamadou Loum           | Oumar Gonzalez     | Mathias Normann     | Pablo Santos                              |
| er-Rijád   | Martín Campaña     | Knowledge Musona  | Alin Toșca          | Birama Touré            | Dino Arslanagić     | Didier Ndong           | Bouly Sambou       | Juanmi              |                                           |
| es-Sabáb   | Éver Banega        | Carlos            | Iago Santos         | Kim Szunggju            | Gustavo Cuéllar     | Habib Diallo           |                    |                     | Mo Adams                                  |
| et-Tájí    | Victor Braga       | Alfa Semedo       | Robert Bauer        | Bernard Mensah          | Virgil Misidjan     | Enzo Roco              | Andrei Cordea      |                     |                                           |
| et-Távun   | Léandre Tawamba    | Álvaro Medrán     | Aschraf El Mahdioui | Mailson                 | Flávio              | Mateus                 | Andrei Girotto     |                     |                                           |
| el-Vahda   | Anselmo            | Óscar Duarte      | Múnír Mohamedí      | Fajszal Fadzsr          | Jean-David Beauguel | Odion Ighalo           | Dzsavád el-Jámík   |                     |                                           |

## Tabella
| Hely. | Csapat     | M  | Gy | D | V  | G+ | G– | Gk  | P  | Továbbjutás vagy kiesés                    |
| ----- | ---------- | -- | -- | - | -- | -- | -- | --- | -- | ------------------------------------------ |
| 1.    | el-Hilál   | 15 | 13 | 2 | 0  | 46 | 8  | +38 | 41 | Bejut az AFC-bajnokok ligája csoportkörébe |
| 2.    | en-Naszr   | 15 | 11 | 1 | 3  | 39 | 18 | +21 | 34 | Bejut az AFC-bajnokok ligája csoportkörébe |
| 3.    | el-Áhlí    | 15 | 9  | 3 | 3  | 32 | 19 | +13 | 30 |                                            |
| 4.    | el-Áttihád | 15 | 8  | 4 | 3  | 30 | 15 | +15 | 28 |                                            |
| 5.    | et-Távun   | 15 | 8  | 4 | 3  | 24 | 14 | +10 | 28 |                                            |
| 6.    | el-Fateh   | 15 | 7  | 3 | 5  | 29 | 22 | +7  | 24 |                                            |
| 7.    | el-Áttifák | 15 | 6  | 5 | 4  | 20 | 16 | +4  | 23 |                                            |
| 8.    | Damak      | 15 | 5  | 6 | 4  | 28 | 23 | +5  | 21 |                                            |
| 9.    | el-Fajhá   | 15 | 4  | 7 | 4  | 18 | 18 | 0   | 19 |                                            |
| 10.   | el-Vahda   | 15 | 6  | 1 | 8  | 26 | 30 | −4  | 19 |                                            |
| 11.   | et-Tájí    | 15 | 5  | 2 | 8  | 19 | 30 | −11 | 17 |                                            |
| 12.   | es-Sabáb   | 15 | 4  | 4 | 7  | 17 | 23 | −6  | 16 |                                            |
| 13.   | er-Rijád   | 15 | 4  | 4 | 7  | 14 | 29 | −15 | 16 |                                            |
| 14.   | el-Halídzs | 15 | 3  | 4 | 8  | 16 | 26 | −10 | 13 |                                            |
| 15.   | el-Ohdúd   | 15 | 4  | 1 | 10 | 11 | 23 | −12 | 13 |                                            |
| 16.   | Abha       | 15 | 4  | 1 | 10 | 17 | 37 | −20 | 13 | Kiesik a szaúd-arábiai másodosztályba      |
| 17.   | er-Ráíd    | 15 | 3  | 3 | 9  | 17 | 26 | −9  | 12 | Kiesik a szaúd-arábiai másodosztályba      |
| 18.   | el-Hazem   | 15 | 1  | 5 | 9  | 15 | 41 | −26 | 8  | Kiesik a szaúd-arábiai másodosztályba      |